# Лацис, Висвалдис
Висвалдис Лацис (латыш. Visvaldis Lācis; 12 марта 1924 — 18 апреля 2020) — латвийский политический деятель, депутат девятого Сейма Латвии (2010—2011 гг.). Бывший легионер 19-й добровольческой пехотной дивизии СС, публицист, по образованию филолог. В 1995 году награждён Орденом Трёх звёзд.

## Биография
Родился в Валмиере, но затем семья перебралась в Ригу. Его отец был офицером армии Латвии и ветераном Войны за независимость Латвии. В Латышский легион СС был призван в марте 1943 года. По информации историка А. Р. Дюкова, добровольно вступил в коллаборационистское формирование в 1941 году. Участвовал в боях за Курляндский котёл, дважды ранен. После капитуляции перенаправлен в фильтрационный лагерь, но не был репрессирован. После войны в 1965 году окончил 1-й Московский государственный педагогический институт иностранных языков, так как был исключён из двух вузов Латвийской ССР за свои взгляды.
В 1988 году вступил в Народный фронт Латвии, позже в 1991 году стал председателем ЛННК. После 1993 года работал в публицистике.
В октябре 2006 года избран депутатом латвийского парламента от Союза зелёных и крестьян. Секретарь комиссии Сейма по обороне, внутренним делам и борьбе с коррупцией. В ноябре вошёл в состав латвийской делегации в Парламентской ассамблее НАТО. В 2007 году на заседании комиссии предложил поручить правоохранительным органам обеспечить безопасность планируемого шествия легионеров СС. В 2009 году возглавлял список партии «Всё для Латвии!» на выборах в Европарламент, набравший 2,8 % голосов.
В 2010 году переизбран в Сейм от блока «ВЛ!» и «ТБ»/ДННЛ, стал председателем сеймовской комиссии по исполнению Закона о гражданстве.
В 2011 году вышел из «ВЛ!» и фракции Национального объединения в Сейме.